# Mesdames de França

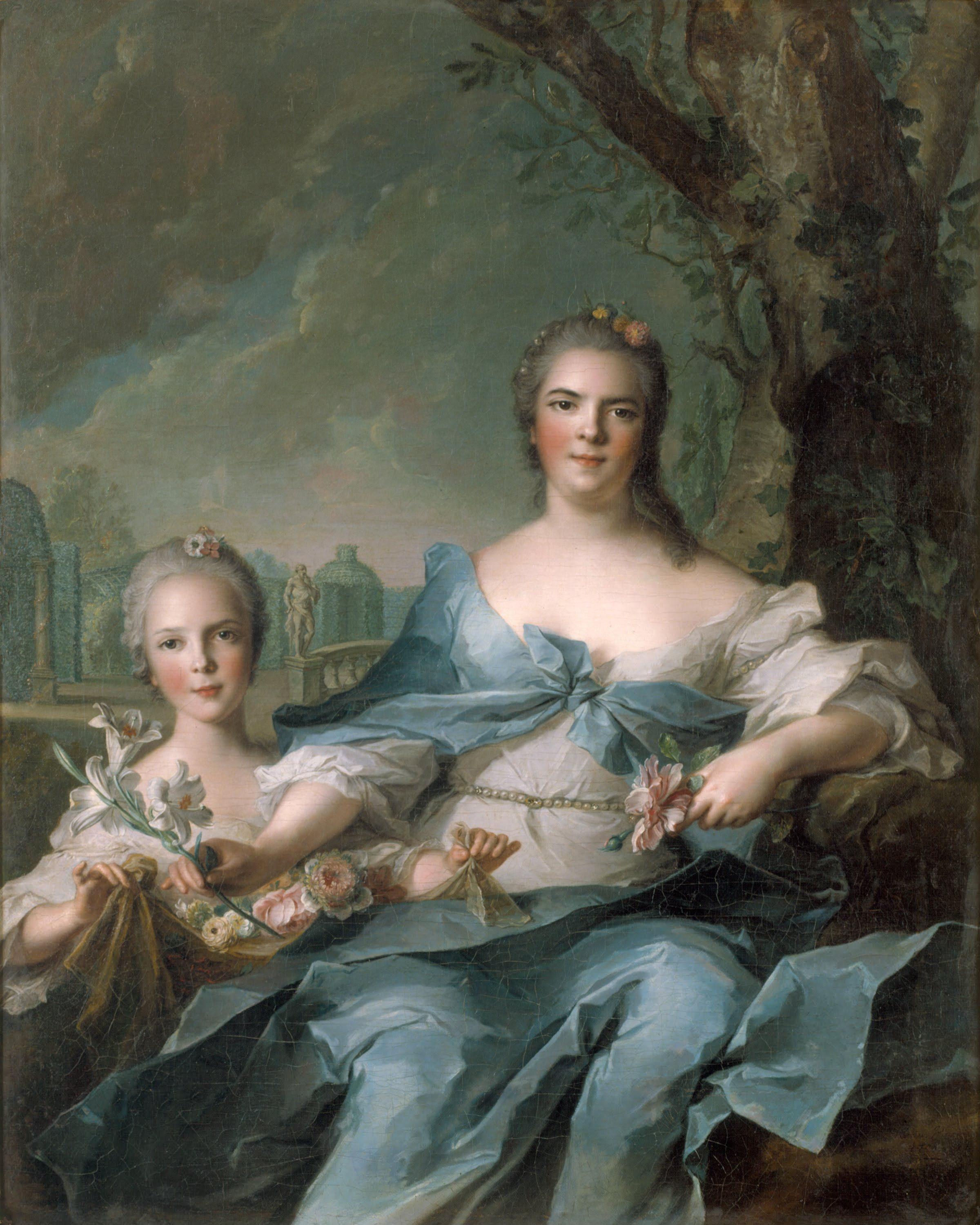
Luísa Isabel da França.

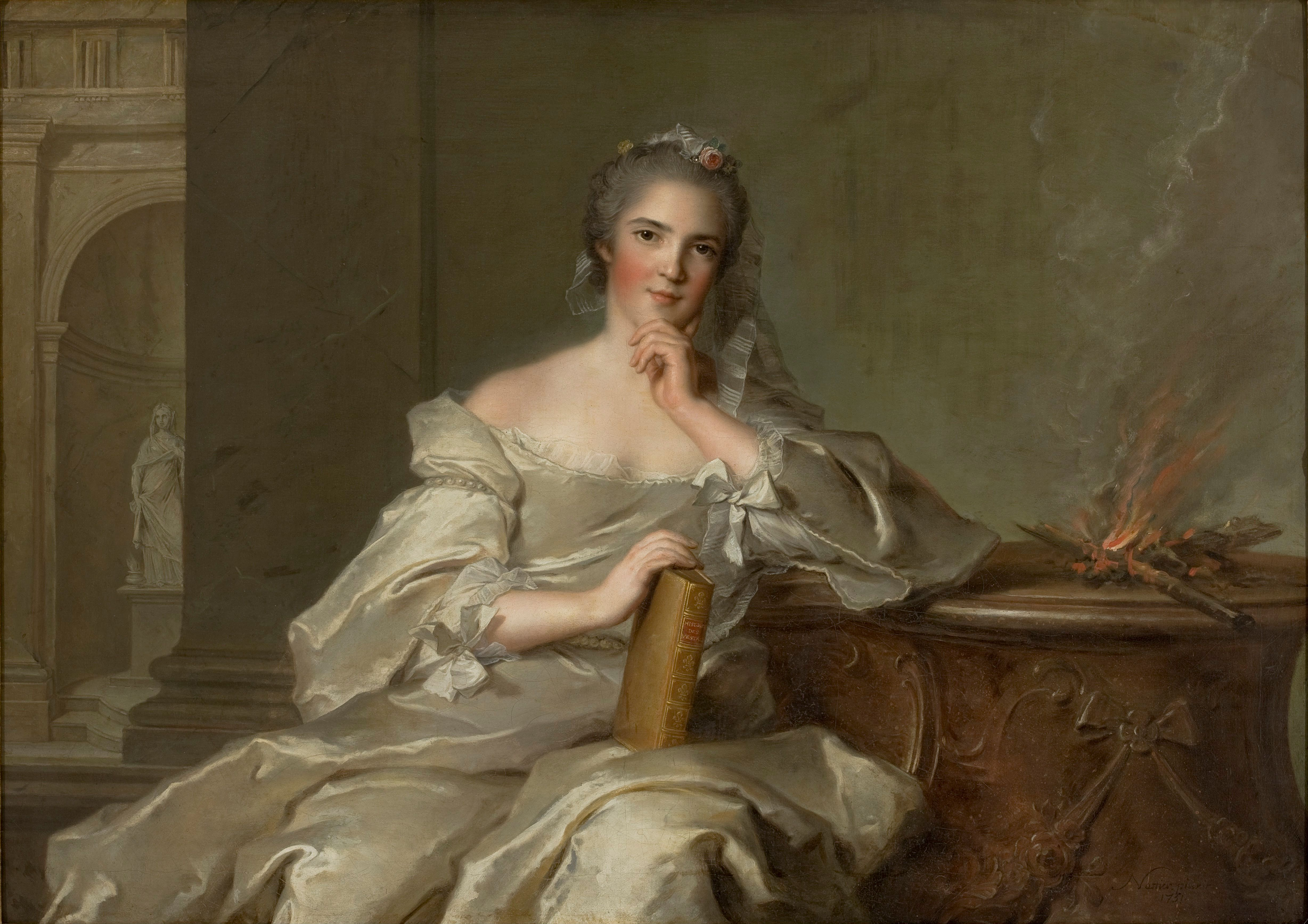
Henriqueta Ana de França.

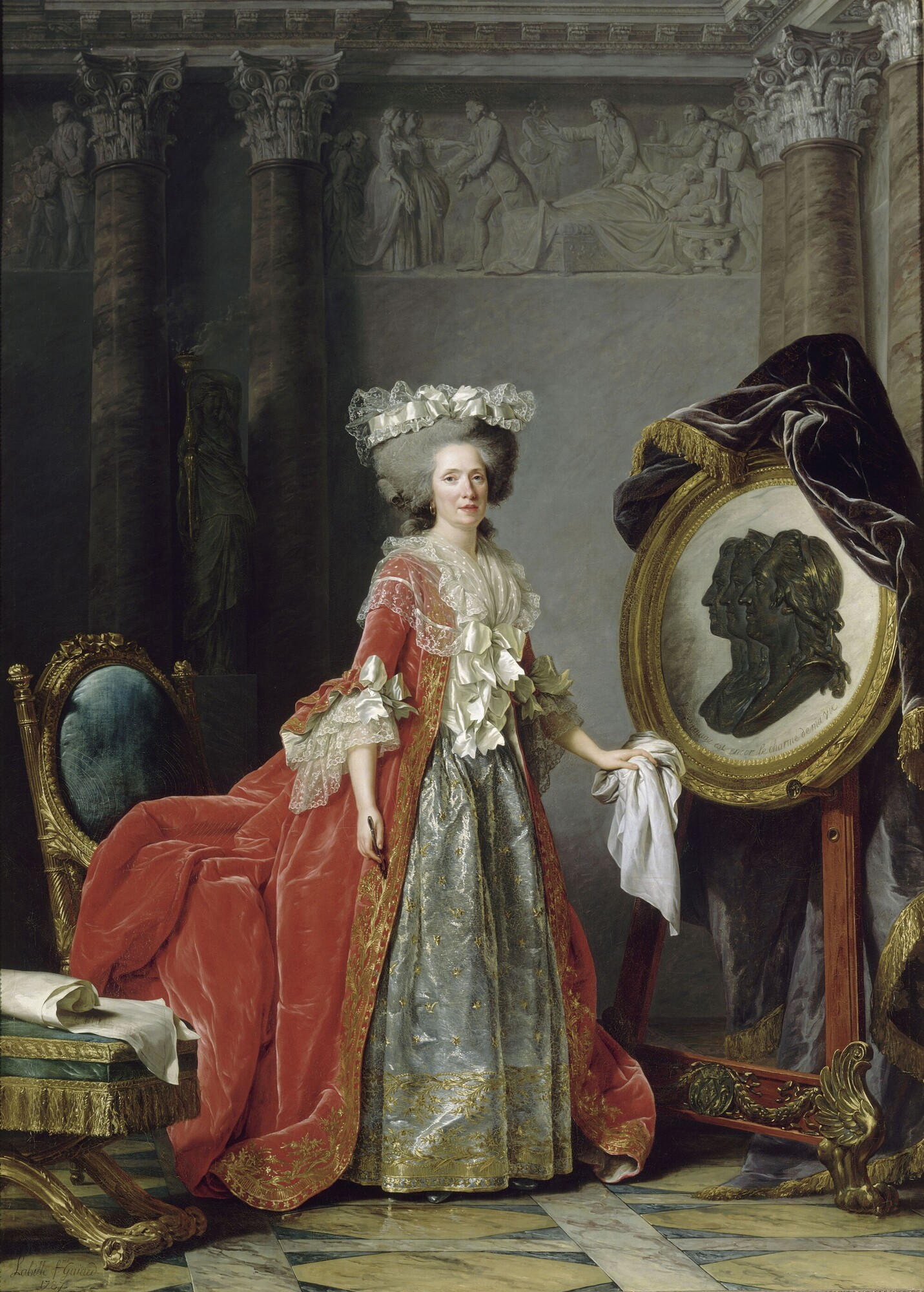
Maria Adelaide de França.

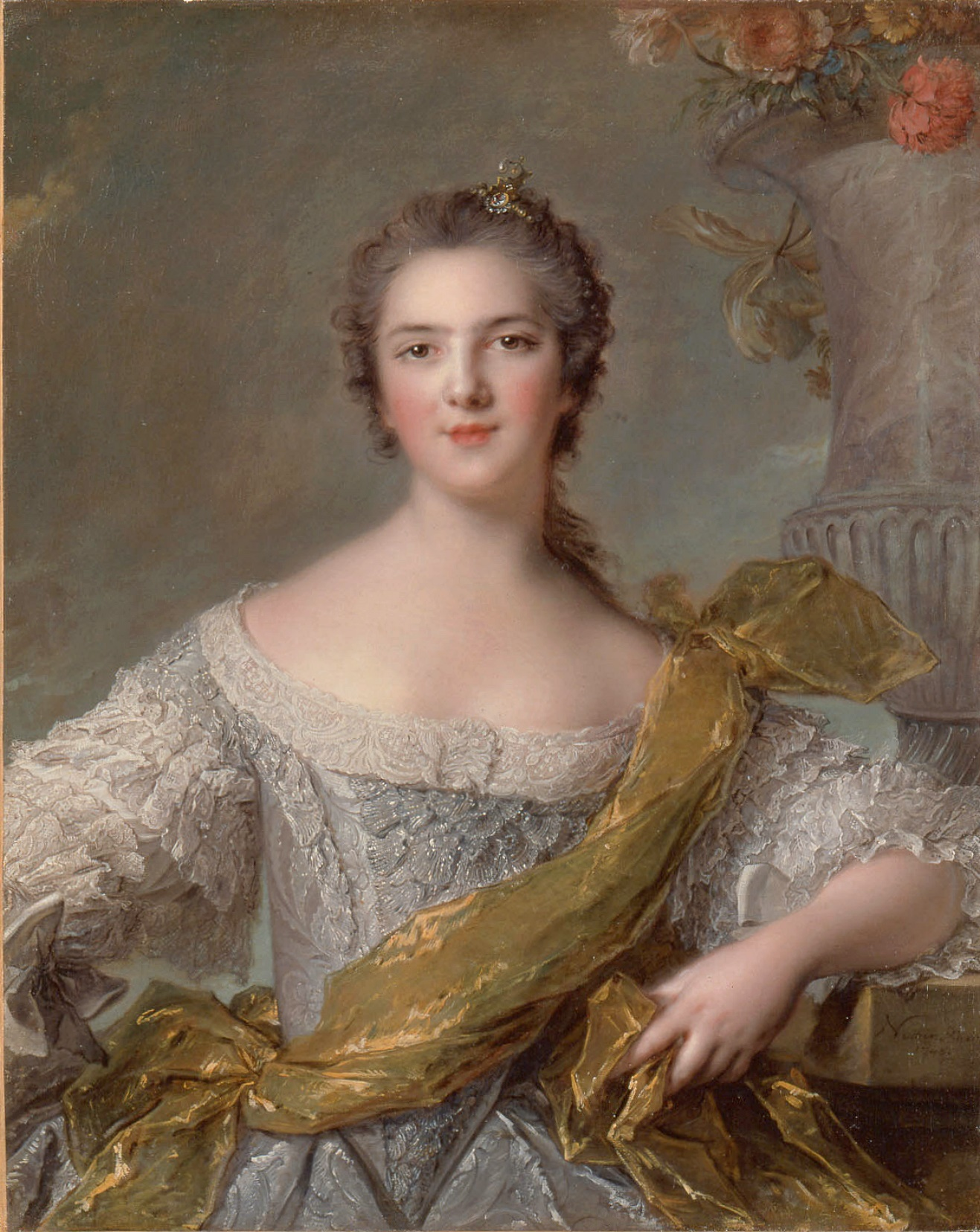
Vitória de França.

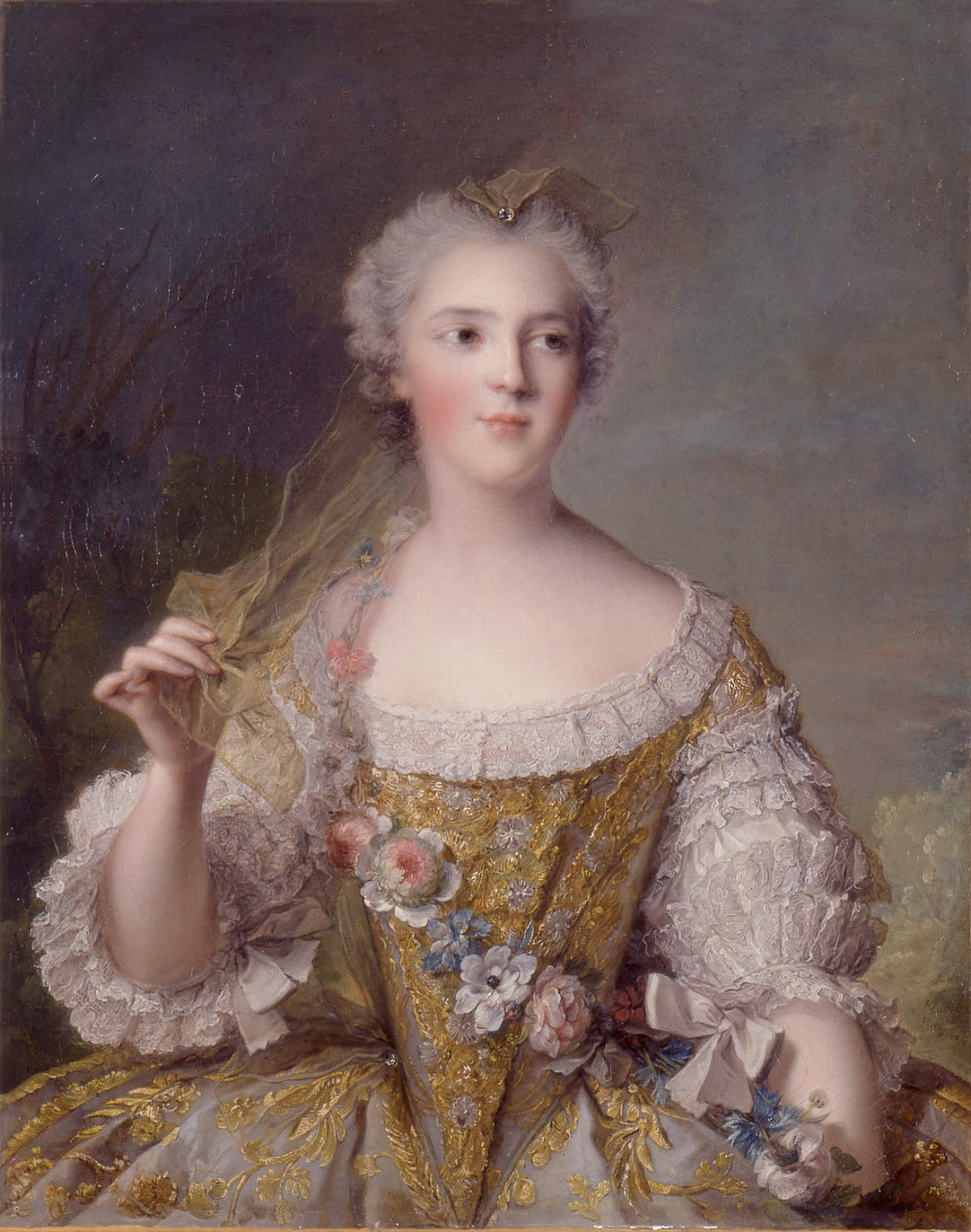
Sofia Filipina de França.

Mesdames (pronúncia em francês: [mɛdam], Minhas Senhoras) é uma forma de tratamento para várias senhoras adultas. No século XVIII, Mesdames de France foi usado para designar as filhas de Luís XV, da França, muitas das quais viviam na corte real e nunca se casaram.

## Filles de França
Ao contrário de outras filhas solteiras da nobreza que nasceram demoiselles, as princesas que eram as filhas dos reis de França nasceram com a posição e o título de "dame".
Uma Filha de França (Fille de France) era assim tratada como Madame, seguido pelo seu primeiro nome ou o seu título, se ela tivesse um. O tratamento era o mesmo, com a exceção de que com a mais velha, não era necessário adicionar o primeiro nome, e a simples denominação de "Madame" bastava para a designar.
A cunhada do rei era tratada de modo semelhante. Quando existisse filhas do rei (como no caso de Luís XIV de França e de Luís XVI de França, mas não de Luís XV, que era o único irmão sobrevivente), à primeira Fille de França era dado o título de "Madame Royale".

## Um grupo em particular
A denominação de "Mesdames" ficou na história devido à particular circunstância genealógica, política e estratégica que fez com que muitas das oito filhas de Luís XV e de Maria Leszczynska permanecessem na corte francesa, incluindo: 
- Luísa Isabel da França (1727 - 1759), Madame
- Henriqueta Ana de França (1727 - 1752), irmã gêmea de Luísa Isabel, era intitulada de Madame Seconde, depois Madame, após o casamento da sua irmã gêmea
- Maria Luísa de França (1728 - 1733), Madame Troisième, depois Madame Louise
- Maria Adelaide de França (1732 - 1800), Madame Quatrième, depois Madame Troisième, depois Madame Adelaide e finalmente Madame, após a morte de Madame Henriqueta
- Vitória de França (1733 - 1799), Madame Quatrième, depois Madame Vitória
- Sofia Filipina de França (1734 - 1782), Madame Cinquième, depois Madame Sofia
- Teresa Felicidade de França (1736 - 1744), Madame Sixième, depois Madame Teresa
- Luísa Maria de França (1737 - 1787), Madame Septième ou Dernière, depois Madame Luísa

### Em Versalhes
Para economizar a sua manutenção na corte, e para impedir que a rainha tivesse muita influência, as últimas quatro das princesas foram levadas para longe da corte, em Poitou, na Abadia de Fontevraud de 1738 a 1750, onde passaram os seus anos de formação, antes de voltarem para Versalhes. Madame Teresa não voltou para Versalhes, e Madame Luísa voltou, mas foi fortemente influenciada pela vida monástica, para a qual retornou mais tarde, para a Basílica de Saint-Denis.
O rei manteve a mais velha ao seu lado; foi-se afeiçoando a ela e a separação deixou-o muito triste.[carece de fontes?] Madame Adelaide deve a sua permanência em Versalhes aos seus desejos e ao seu pedido bem sucedido para permanecer perto do rei, a quem ela sabia como influenciar.
As Mesdames, juntamente com o Delfim, mantinham uma longa batalha contra as sucessivas amantes do seu pai, particularmente a Madame de Pompadour, a quem chamavam entre si "Maman putain" (Mamã Prostituta). Os seus apoios a causa dos devotos foi permanente, e a razão, durante toda a permanência na corte, devido à difícil relação com o rei, que apenas consentiu muito tarde em deixá-los ocupar apartamentos no rés-do-chão do edifício principal de Versalhes, os apartamentos que hoje têm o seu nome.
Entre elas, a Madame Adelaide foi a que exerceu o papel mais político na corte, gerindo as suas irmãs, após a morte de Madame Henriqueta, em 1752, e intrigrando incessantemente em favor do seu irmão e para o restabelecimento da ordem moral na corte.
Após a ascensão ao trono do seu sobrinho, a Madame Adelaide nutria a esperança de exercer influência sobre ele, mas logo foi forçada a perceber que ele não daria a ela o papel que ela desejava. Afastada do poder, pouco a pouco, e representando a antiga corte contra a nova geração, ela cada vez mais, retirou-se com as suas irmãs para o Château de Bellevue, que tinha sido construído para a Madame de Pompadour. Elas finalmente obtiveram-no e passaram a maior parte da última década do ancien régime (Antigo Regime) lá.
Depois de outubro de 1789, Adelaide e Vitória retiraram-se para Bellevue, de onde elas fugiram, no fim, depois de muito vaguear, para Itália, onde passaram o resto dos seus dias.